# Traian Vuia
Traian Vuia o Trajan Vuia (pronunciació en romanès: [traˈjan ˈvuja]; 17 d'agost de 1872 - 3 de setembre de 1950) va ser un inventor i pioner de l'aviació romanès que va dissenyar, construir i provar el primer monoplà. Va ser el primer a demostrar que una màquina voladora podia pujar a l'aire corrent sobre rodes per una carretera normal. Se li atribueix un salt amb força d'11 m. fet el 18 de març de 1906, i més tard va reclamar un salt elèctric de 24 m (79 ft). Encara que no va tenir èxit en el vol sostingut, la invenció de Vuia va influir en Louis Blériot en el disseny de monoplans. Més tard, Vuia també va dissenyar helicòpters.
Ciutadà francès des de 1918, Vuia va liderar els romanesos (sobretot els transsilvans) de França en la Resistència durant la Segona Guerra Mundial. Va tornar a Romania just abans de morir el 1950.

## Educació i primers anys
Vuia va néixer de pares romanesos Simion Popescu i Ana Vuia que vivien a Surducul-Mic, un poble de la regió del Banat , Imperi Austrohongarès, avui a Romania; el lloc ara es diu Traian Vuia. Després de graduar el batxillerat a Lugoj, el 1892, es va matricular a l'Escola de Mecànica de la Universitat Politècnica de Budapest on va rebre el seu diploma d'enginyer. Després es va incorporar a la Facultat de Dret de Budapest, Hongria, on es va doctorar en dret el maig de 1901 amb la tesi "Militar i indústria, règim estatal i contractual".
Va tornar a Lugoj, on va estudiar el problema del vol humà i va dissenyar la seva primera màquina voladora, que va anomenar "avió-cotxe". Va intentar construir la màquina, però a causa de les limitacions financeres va decidir anar a París el juliol de 1902, amb l'esperança de trobar algú interessat a finançar el seu projecte, possiblement entusiastes dels globus. Es va trobar amb un escepticisme considerable de la gent que creia que una màquina més pesada que l'aire no podia volar. Després va visitar Victor Tatin, el conegut teòric i experimentador que havia construït un model d'avió que va volar el 1879. Tatin estava interessat en el projecte, però dubtava que Vuia tingués un motor adequat o que el seu avió fos estable. Després, Vuia va presentar el seu pla a l'Académie des Sciences de París el 16 de febrer de 1903, però va ser rebutjat amb el comentari: "El problema del vol amb una màquina que pesa més que l'aire no es pot resoldre i només és un somni".
Sense desanimar-se, Vuia va sol·licitar una patent francesa el 15 de maig de 1903 i va obtenir la patent núm. 332106 pel seu disseny. Va començar a construir la seva primera màquina voladora a l'hivern de 1902-03. Superant més dificultats econòmiques, també va començar la construcció d'un motor de disseny propi pel qual li van concedir diverses patents, la primera el 1904.

## Experiments de vol

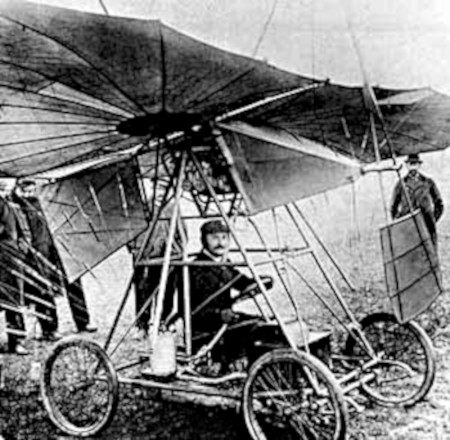
Traian Vuia a la seva màquina voladora Vuia I el 1906

El desembre de 1905, Vuia havia acabat la construcció del seu primer avió, el "Vuia I". Aquest era un monoplà d'ala alta construït completament amb tubs d'acer. El marc bàsic consistia en un parell de bastidors triangulars, els membres inferiors formaven els costats del xassís rectangular que portava quatre rodes amb pneumàtics, el parell davanter orientable. L'ala es va muntar als àpeus d'aquests marcs i s'assemblava a les dels planadors d'Otto Lilienthal, amb una sèrie de tubs d'acer corbats que s'irradiaven cap a l'exterior des dels centres al vèrtex de cadascun dels marcs laterals, reforçats per cables connectats a un parell de pals reials., i cobert de lli envernissat. El control del to s'aconseguia variant l'angle d'atac de l'ala. Darrera i sota de l'ala es va muntar un timó trapezoïdal. Estava accionat per un motor de gas àcid carbònic que conduïa una sola hèlix de tractor. El mateix Vuia va haver d'adaptar el motor de 25 CV perquè no hi havia un motor adequat. El diòxid de carboni líquid va ser vaporitzat en una caldera Serpollet i alimentat a un motor Serpollet. El subministrament de combustible era suficient per a un temps de funcionament d'uns cinc minuts a plena potència. L'avió va ser construït per a Vuia per l'empresa d'enginyeria parisenca Hockenjos i Schmitt.
Vuia va triar un lloc a Montesson, prop de París, per fer proves. Al principi va utilitzar la màquina sense les ales muntades per poder adquirir experiència controlant-la a terra. Les ales es van posar al març i el 18 de març de 1906 es va enlairar breument. Després d'accelerar durant uns 50 m (160 ft), l'avió va abandonar el terra i va viatjar per l'aire a una alçada d'aproximadament 1 m (3 ft 3 in) per a una distància d'uns 12 m (39 ft), però aleshores el motor es va tallar i es va caure. Atrapat pel vent, es va fer malbé contra un arbre. El 9 d'agost un salt més llarg de 24 m (79 ft) a una alçada d'uns 2,5 m (8 ft), que va acabar amb un aterratge fort que va danyar l'hèlix.
L'agost de 1906 va modificar l'avió, reduint la curvatura de l'ala i afegint un ascensor. En aquesta forma de vegades s'anomena la Vuia I-bis. L'historiador de l'aviació britànic Charles Harvard Gibbs-Smith va descriure aquest avió com "el primer monoplà que transportava homes de configuració bàsicament moderna", però "sin èxit" perquè era incapaç de volar de manera sostinguda.
La revista francesa L'Aérophile va destacar que la màquina de Vuia tenia la capacitat d'enlairar-se d'una superfície plana, sense ajuda com ara una inclinació, rails o catapulta. En aquell moment, Europa era conscient dels esforços dels germans Wright que el 17 de desembre de 1903 havien volat el seu Wright Flyer des d'un terreny pla utilitzant un tren d'aterratge dolly que circulava sobre un carril guia amb un vent en contra de 20 mph, encara que pocs encara reconeixen l'assoliment. Els Wright havien fet vols sostinguts i controlats en un circuit complet el setembre de 1904.
Les principals característiques de la Vuia Jo:
- Envergadura : 8,70 m.
- Llargada : 5,65 m.
- Alçada : 2,90 m.
- Superfície d'elevació : 20 metres quadrats.
- Motor (utilitza àcid carbònic com a combustible): 25 hp.
- Hèlix: 2 pales, 2,2 m de diàmetre, dissenyat per Victor Tatin.
- Pes: 241 kg incloent combustible i pilot

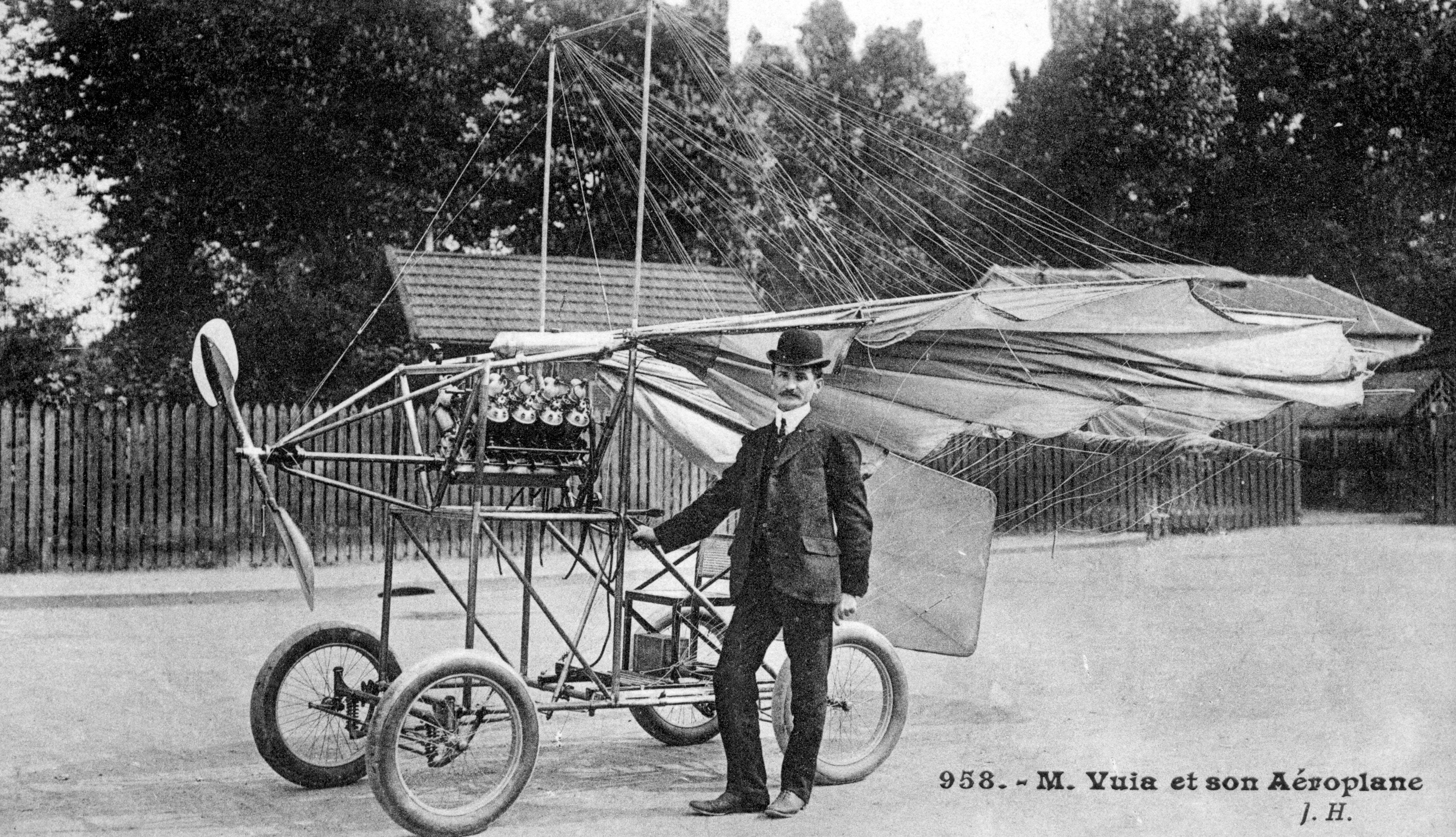
Una postal de Vuia i el seu avió de 1907 Vuia II, mostrada aquí amb les ales plegades

El 1907 Vuia va construir el Vuia II, utilitzant un motor de combustió interna Antoinette de 25 cavall de vapor (19 quilowatts) Aquest avió tenia la mateixa configuració bàsica que el Vuia I-bis, però era més petit i més lleuger, amb un pes total (inclòs el pilot) de 210 kg i una envergadura de 7,9 metres. Vuia va aconseguir fer un breu salt motoritzat el 5 de juliol, viatjant 20 m, però danyant l'avió i patint ferides lleus a l'aterratge. No es va fer cap més intent de fer volar l'avió.
Charles Dollfus, antic conservador del Museu de l'Aire de París, va escriure que l'ús de rodes per part de l'pioner de l'aviació Alberto Santos Dumont al seu avió va ser influenciat pel fet que Dumont havia vist els intents de vol de Vuia.

## Documentació

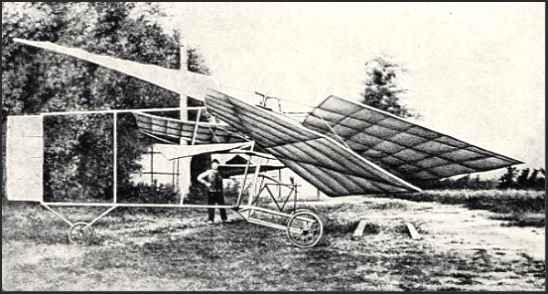
Helicòpter Vuia 1918

Segons els informes, Vuia va fer el seu primer salt motoritzat el 18 de març de 1906, en presència del seu mecànic i dos amics íntims. Els relats d'aquesta prova, publicats en aquell moment, i de les seves posteriors proves aerotransportades, fins al 19 d'agost de 1906, es basen en cartes que va escriure a L'Aérophile, el diari oficial de l'Aéro Club de França. Vuia va fer la primera demostració pública coneguda del seu avió el 8 d'octubre de 1906, quan es va volar durant quatre metres, presenciat per Ernest Archdeacon i Édouard Surcouf. Un altre diari de l'època, Flight, li va acreditar amb un salt de cinc metres el 8 d'octubre de 1906, com la primera entrada en una llista de les seves proves mostrada en una taula de "les actuacions que han fet els aviadors més destacats dels darrers anys".

## Carrera posterior

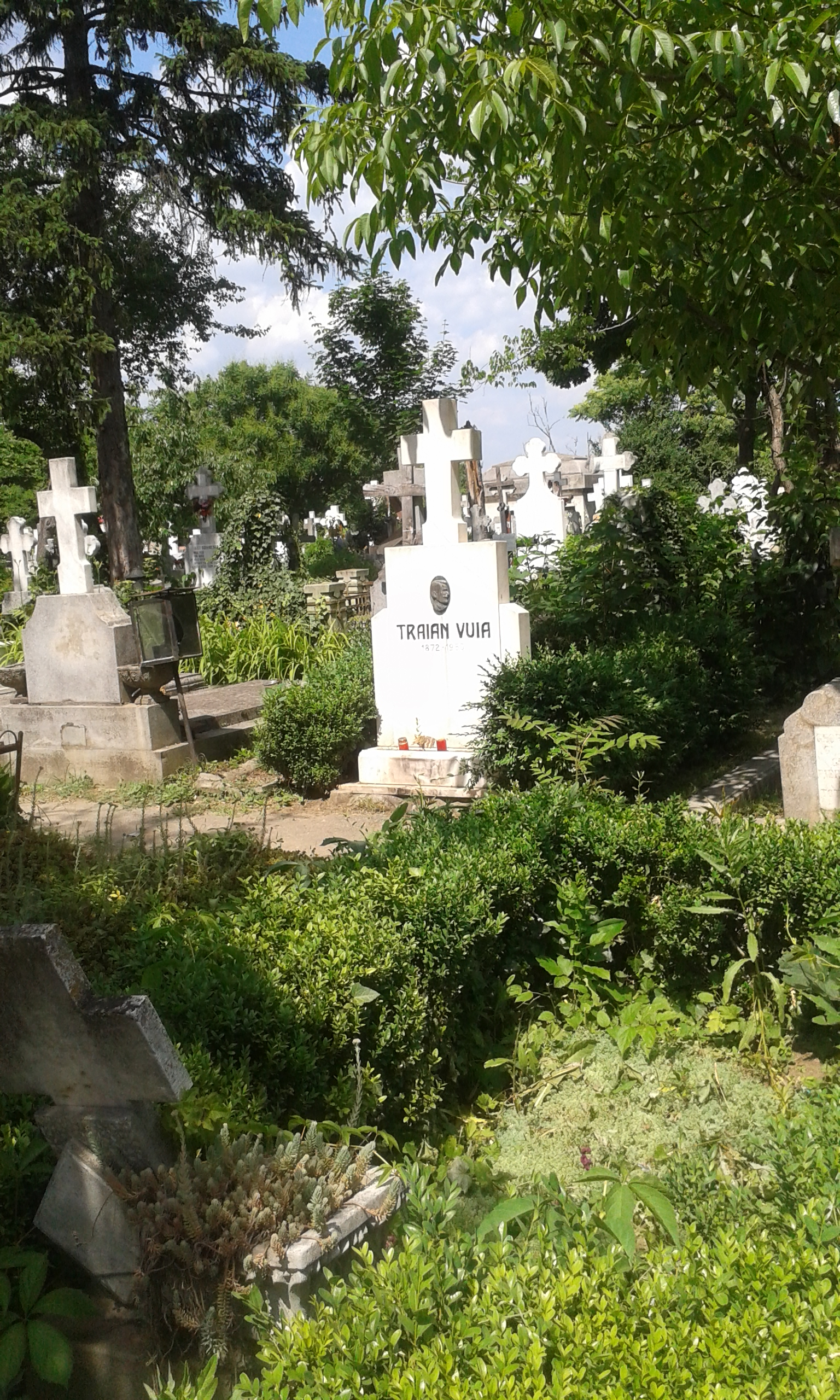
Tomba de Vuia al cementiri de Bellu

Entre 1918 i 1921 Vuia va construir dos helicòpters experimentals als aeròdroms de Juvisy i Issy-les-Moulineaux.
Està enterrat al cementiri de Bellu a Bucarest, Romania.

## Llegat
Un altre invent de Vuia va ser un generador de vapor amb combustió interna que genera una pressió molt alta –més de 100 atm (10 MPa)– que encara avui s'utilitza a les centrals tèrmiques. Traian Vuia i un dels seus socis, Emmanuel Yvonneau, van patentar diversos tipus de generadors de gas.
El 27 de maig de 1946, Vuia va ser nomenat membre d'honor de l'Acadèmia Romanesa.
El seu lloc de naixement, Bujoru, a Timiș va ser rebatejat com a Traian Vuia després de la seva mort.
L'aeroport internacional de Timişoara Traian Vuia (TSR), el tercer aeroport més gran de Romania, porta el seu nom.

## Galeria

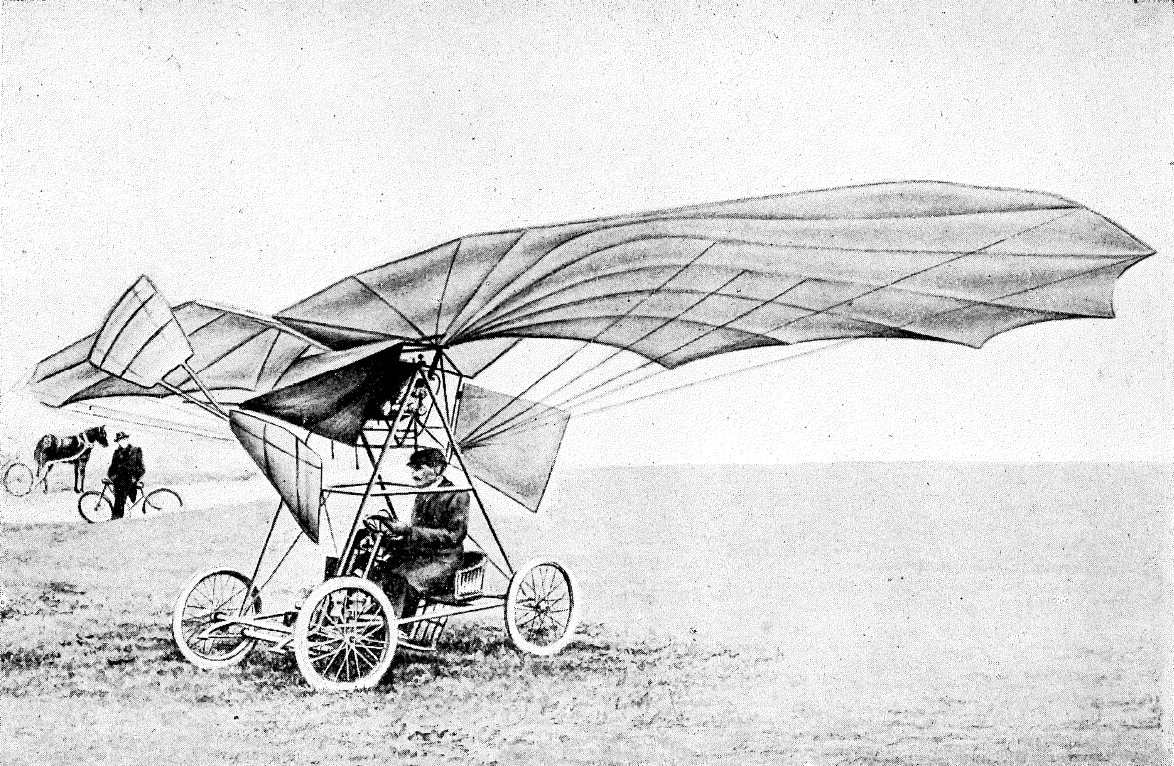
Vuia I
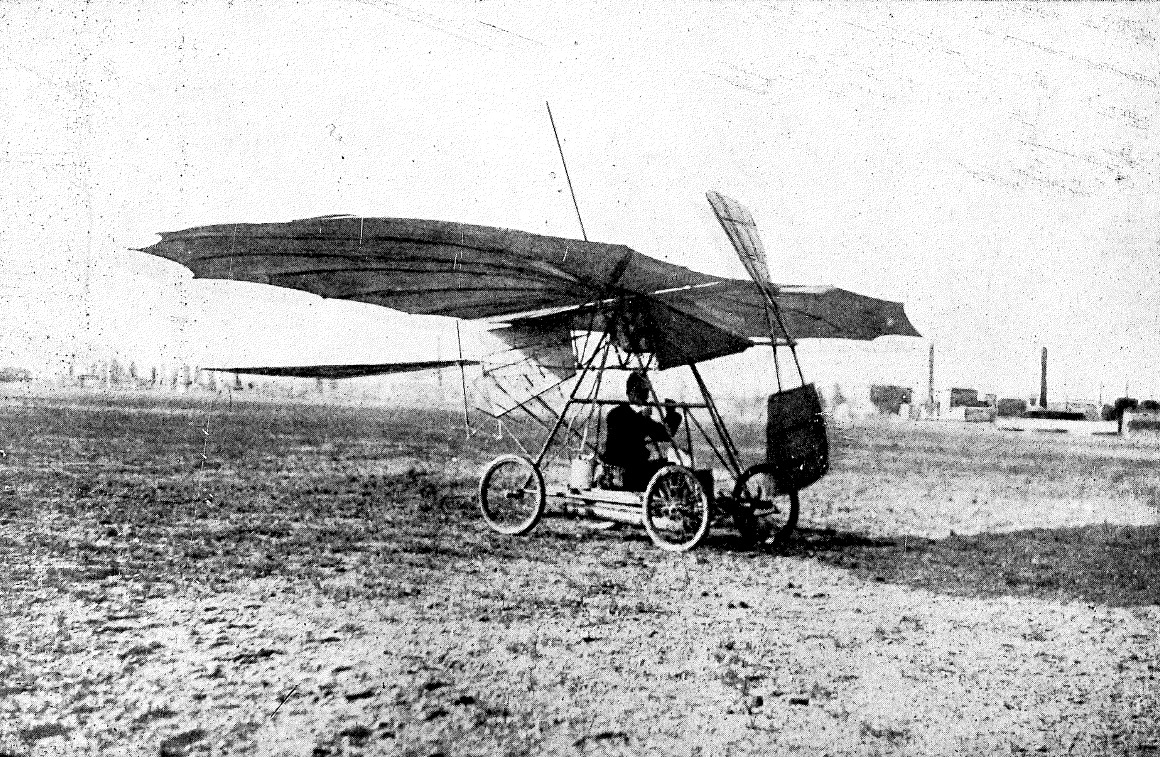
Vuia I
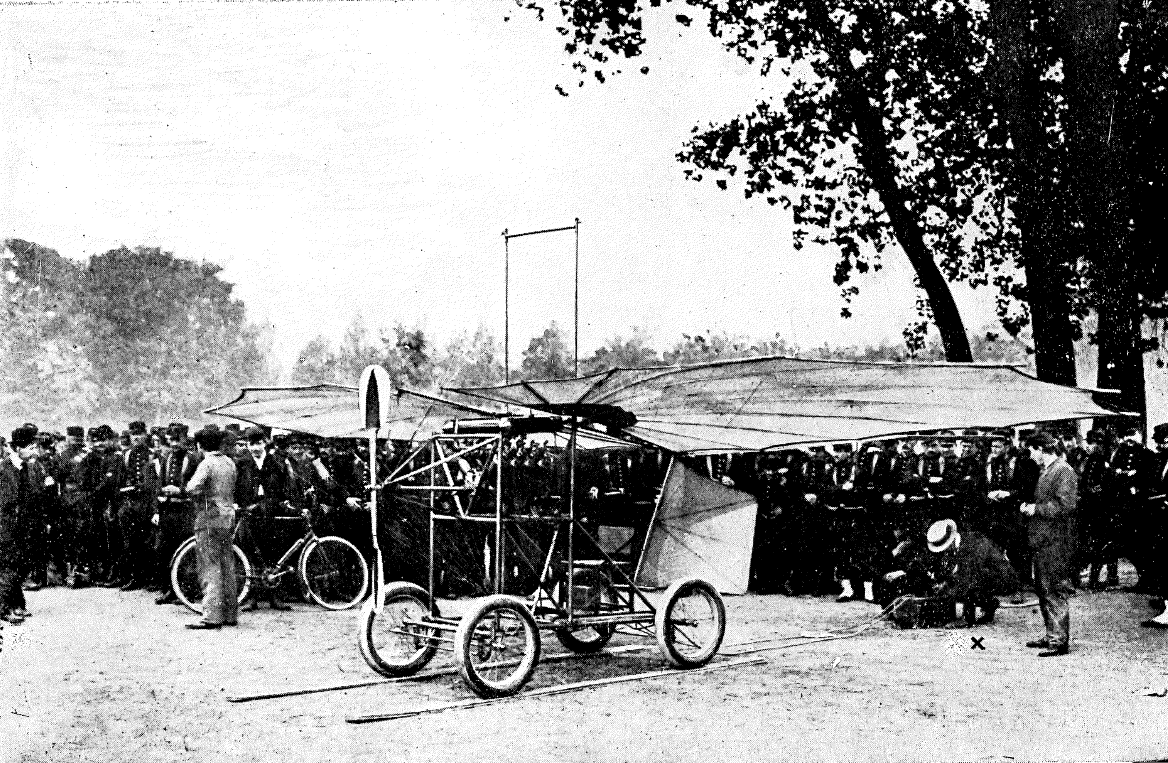
Vuia II
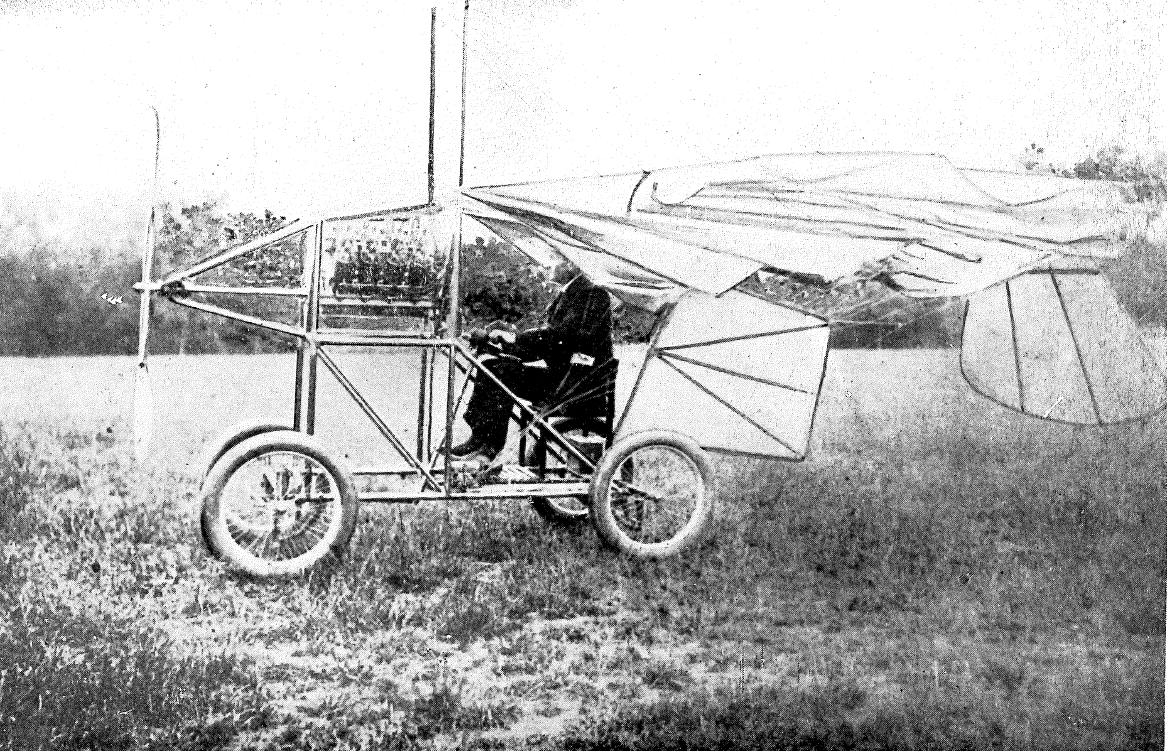
Vuia II
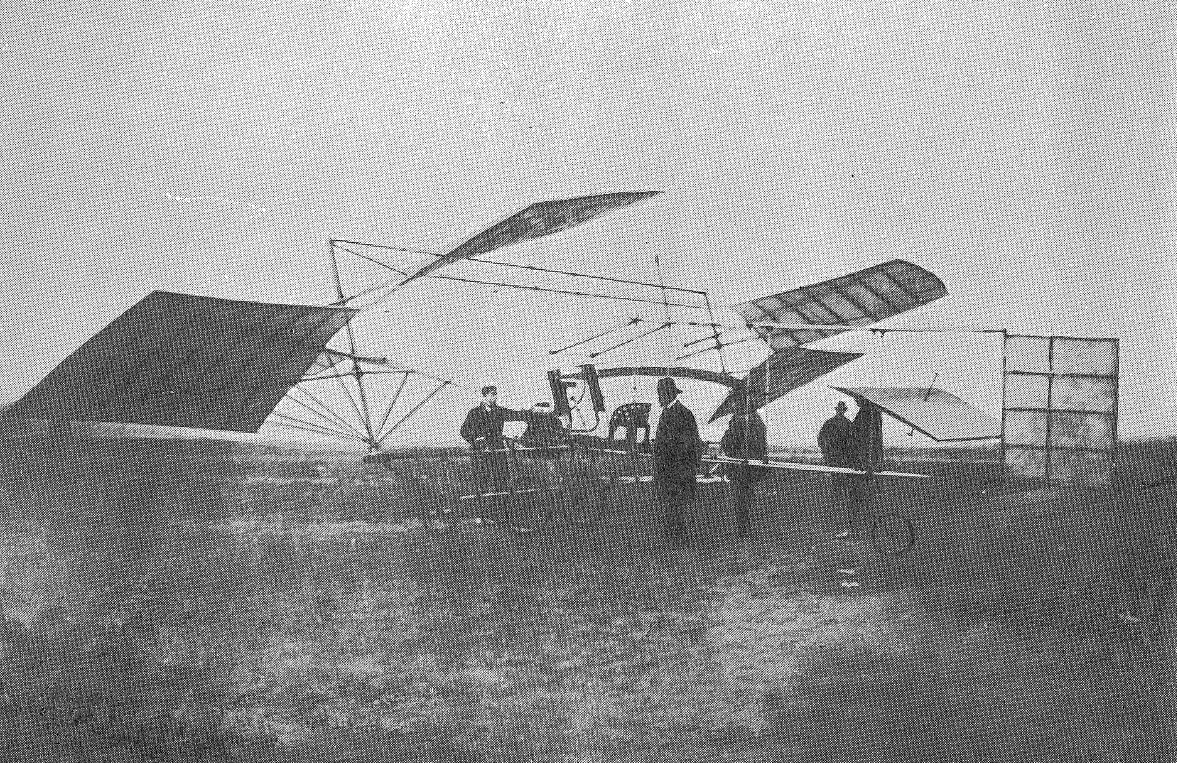
helicòpter Vuia